# 雷鳥全球管理學院
雷鳥全球管理學院（Thunderbird School of Global Management），是美國亞利桑那州立大學一所致力於國際商業管理的私立商學研究院，其主校區位於亞利桑那州的格伦代尔。雷鳥於1946年由二次大戰退休美國陸軍航空中將巴頓·凱爾·揚特（1884-1949年）所創立，可以說是美國最有歷史的商業研究院，專門從事全球管理與國際商業研究。2014年，雷鳥被亞利桑那州立大學（ASU）收購，兩校合併後將給雷鳥的未來發展提供更多資金支持。

## 歷史
學院自1946年成立以來，就一直被稱為雷鳥（T-birds），因校園是由美軍空軍基地所轉換。然而，雷鳥的正式名稱經過數次變化，如下所示：
- 1946-1968年：美國國際貿易學院（the American Institute for Foreign Trade）
- 1968-1973年：雷鳥國際管理研究學院（the Thunderbird Graduate School of International Management）
- 1973-1997年：美國國際管理研究學院（the American Graduate School of International Management）
- 1997 -2004年：雷鳥美國國際管理研究學院（Thunderbird, The American Graduate School of International Management）
- 2004 -2007年：Garvin國際管理學院（the Garvin School of International Management）
- 2007 - Now  ：亞利桑那州立大學雷鳥國際管理學院（Thunderbird School of Global Management, ASU）

雷鳥於141個國家擁有超過40,000名校友（分佈於12,000家企業）和150個主要校友分會。雷鳥校友們有個傳統，被稱為「超級星期二」：每月於世界各主要城市的第一個星期二定期聚辦校友社交活動以促進校友間的合作交流。
雷鳥於1969年獲得NCA區域認證，且於1994年獲得國際商管學院促進協會AACSB認證。

## 國際商學院排名
- 《美國新聞與世界報導》-2012美國MBA排名：國際商業No.1 &綜合No.75
- 《華爾街日報》-2010美國MBA排名：綜合No.10 & EMBA No.3
- 《美國商業週刊》-2010美國MBA排名：No.45 & EMBA No.16
- 《經濟學人》-2011全球MBA排名：No.87 & No.1國際校友網絡& No.2人脈拓展
- 《金融時報》-2012全球MBA排名：No.89[6][7][8][9][10][11]

## 課程
今日的雷鳥主要授予全球管理MBA學位，但學生仍可由金融、市場營銷、企業管理、國際開發或創業中選一主修並與學位並列。MIM (Master in International Management)為1971至2001所授與的學位。
此外，雷鳥也提供其他商管研究課程（非MBA）：
- 全球管理碩士：適合嚮往商業教育但缺乏商業經驗的學生[13]。

- 國際事務和管理碩士：致力於公眾，國際組織和社會組織的管理教育[14]。

- 雙學位/MBA後研究-全球管理碩士：適合已取得MBA但仍想精修商業教育的學生[15]。

雷鳥還提供以下學位：
- 遠距全球MBA：採遠距教學的MBA但限定居住地與修課年限[16]。

- 全球管理高級工商管理碩士：模組化的國際EMBA，課程於歐美兩地進行，如亞利桑那州及日內瓦[17]。
- 國際工商管理微碩士 （MicroMasters in International Business Management）[18]

## 外部連結
- Princeton Review雷鳥國際管理學院介紹 （页面存档备份，存于）
- Top MBA雷鳥國際管理學院介紹
- 雷鳥國際管理學院Youtube （页面存档备份，存于）
- 雷鳥國際管理學院Facebook （页面存档备份，存于）
- 投資百科雷鳥國際管理學院介紹 （页面存档备份，存于）